# Boris Korețki
Boris Korețki (n. 1 ianuarie 1961, Iama, Bakhmut Raion⁠(d), RSS Ucraineană, URSS) este un scrimer ce a reprezentat Uniunea Republicilor Sovietice Socialiste, medaliat olimpic. A participat la o ediție a Jocurilor Olimpice (1988) în care a câștigat o medalie de aur.

## Participări
Lista de mai jos prezintă principalele competiții la care a participat Boris Korețki de-a lungul carierei.
- fencing at the 1988 Summer Olympics – men's team foil[*]